# 코끼리얌

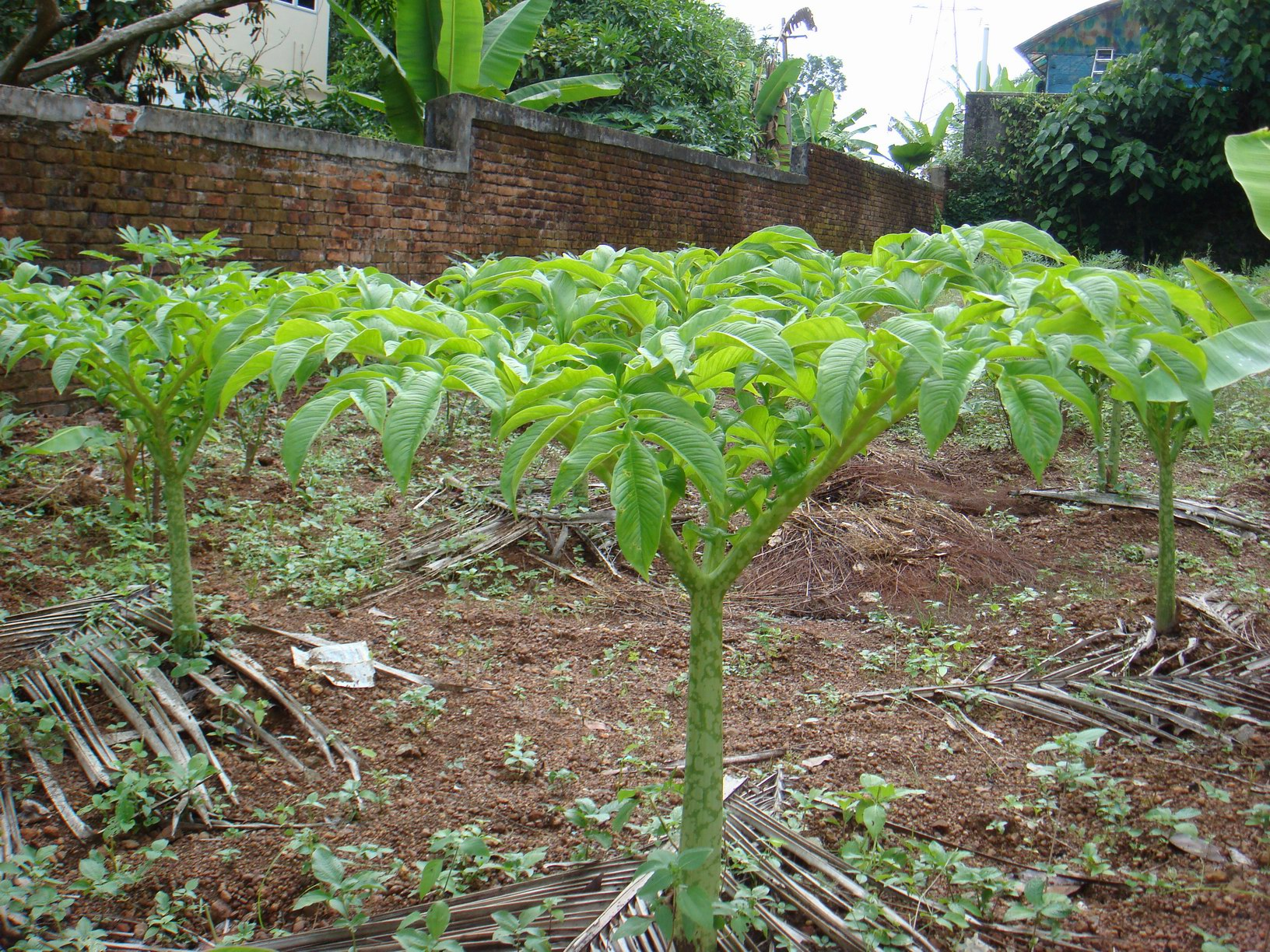

코끼리얌(학명: Amorphophallus paeoniifoluis)은 악취를 풍기며 타이탄 아룸과는 다른 종이다. 이 식물은 spadix를 가지고 있으며, 거대한 포와 수술대가 특징이다. 꽃은 7~8년에 한번피는데, 그전에는 나무가 자란다. 나무가 자라면서 모은 양분을 알뿌리에 저장한다. 그리고 이 양분을 통해서 꽃을 피운다.
이 식물은 희귀종으로 전세계에 약 320그루가 남아있으며, 어떤 부족들은 이식물의 뿌리를 약용이나 식용으로 쓴다. 그렇지만 이 식물에는 약간의 독성이 있다. 그렇지만 줄기, 잎, 열매를 제외한 부분에는 독성이 없다.